# Esterwegen
Esterwegen è un comune di 5.219 abitanti della Bassa Sassonia, in Germania.
Appartiene al circondario (Landkreis) dell'Emsland (targa EL) ed è parte della comunità amministrativa (Samtgemeinde) di Nordhümmling.

## Storia

### Campo di concentramento
Nel 1933 Esterwegen divenne sede di un campo di concentramento nazista. Nel 1936 il campo venne smantellato anche se alcune zone di esso continuarono ad essere utilizzate fino al 1945 come campo di prigionia per detenuti politici. Venne reso celebre dalla presenza di una loggia massonica, la "Liberté chérie", che operò nel campo durante la prigionia.

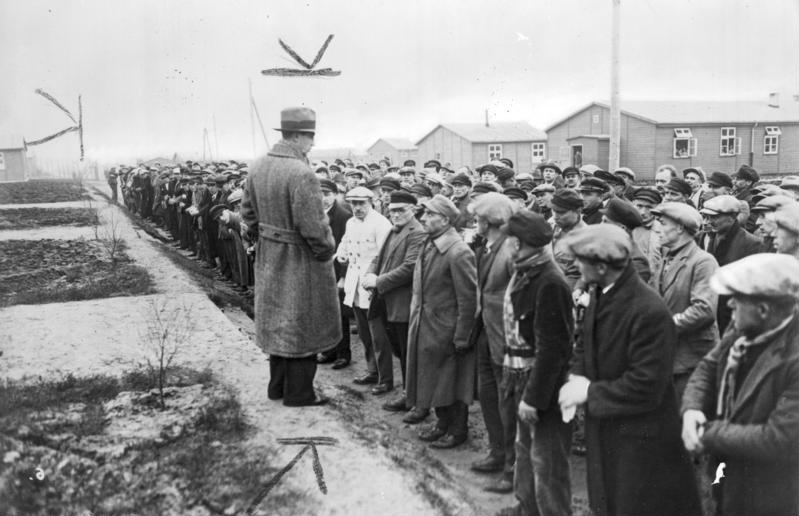
Internati a Esterwegen.